# Idaea vesubiata
Idaea vesubiata is een vlinder uit de familie spanners (Geometridae). De wetenschappelijke naam is voor het eerst geldig gepubliceerd in 1873 door Millière.
De soort komt voor in Europa.